# آبشار و غار نورآباد سبزوار

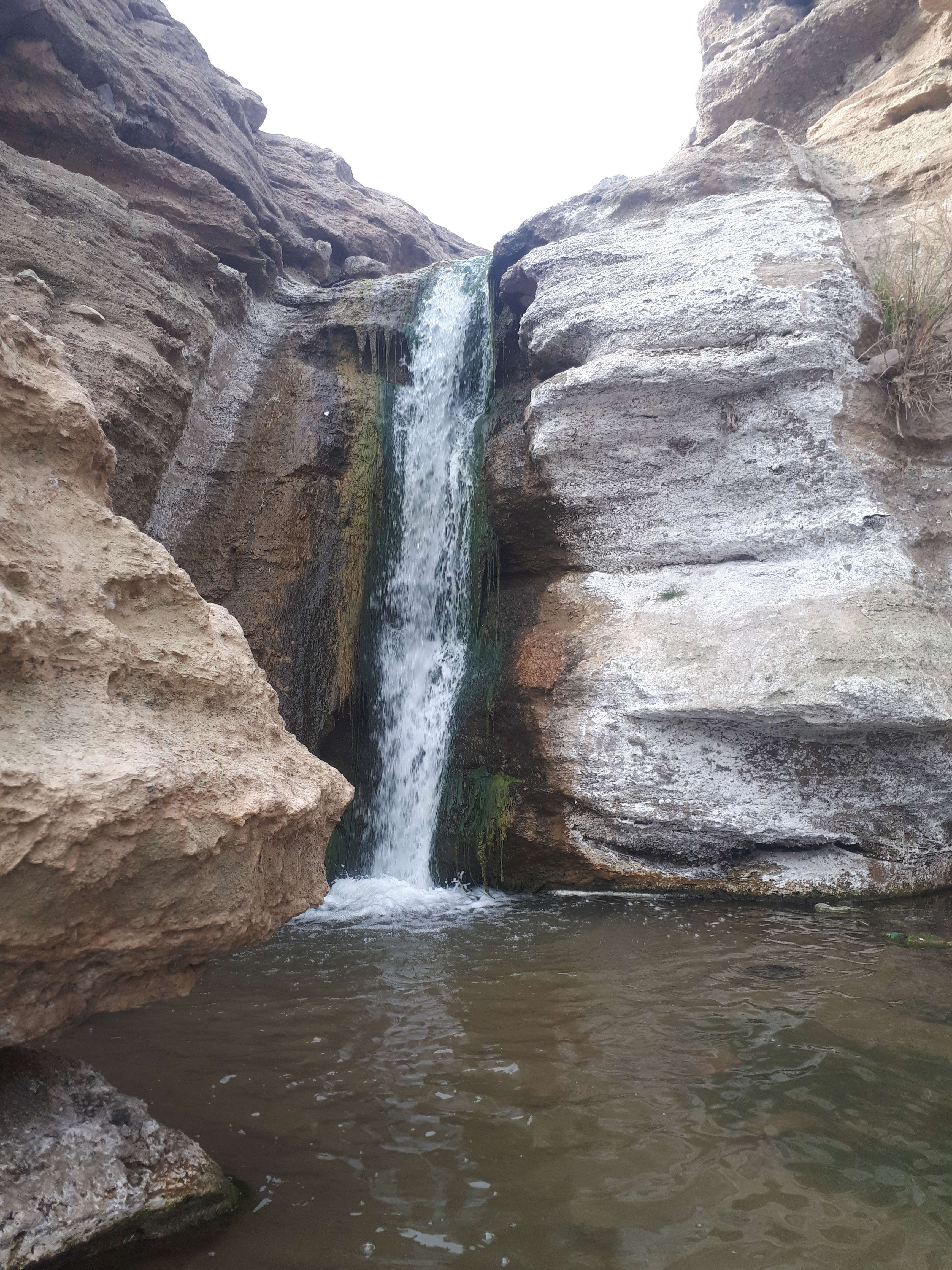

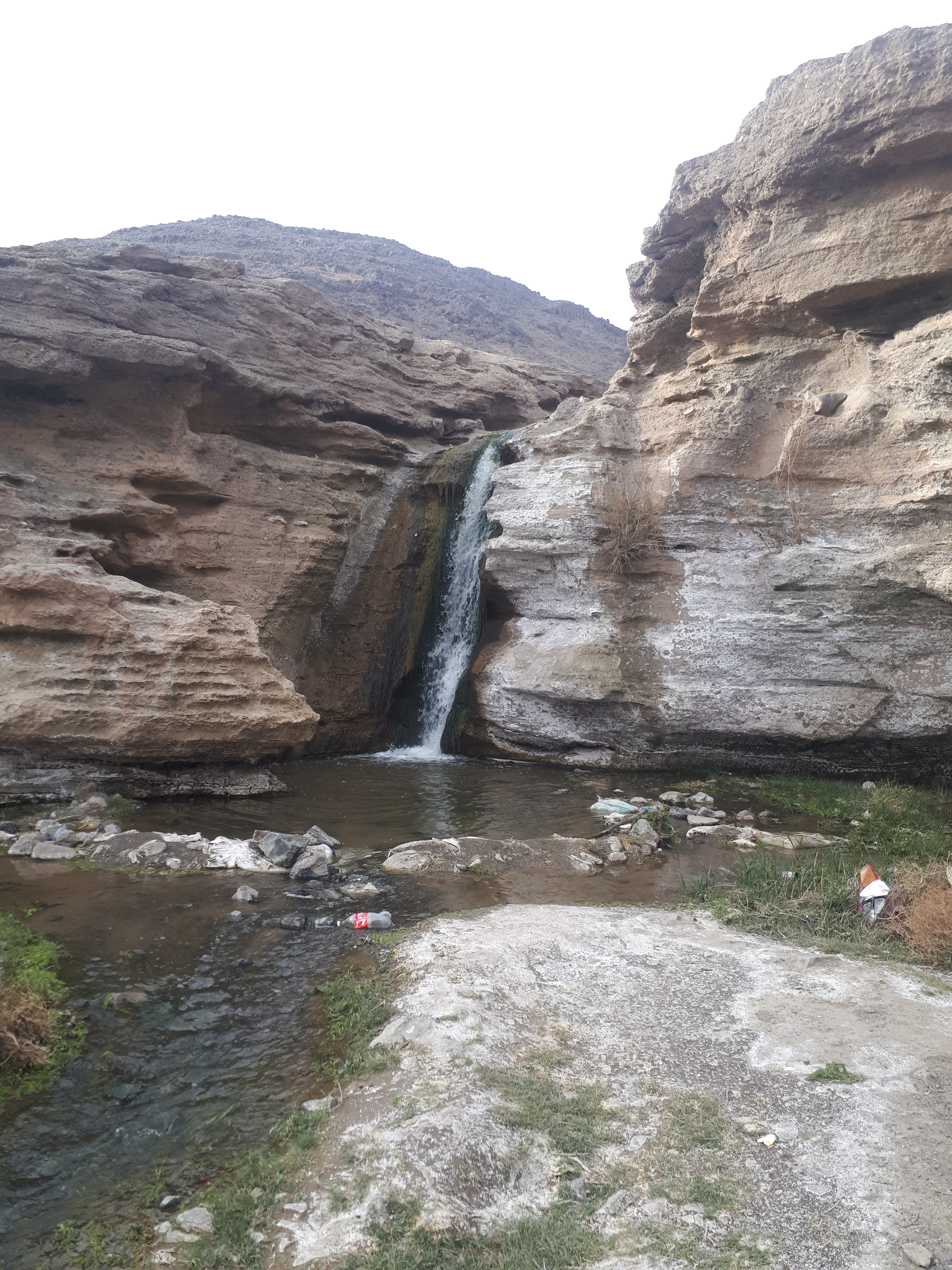

آبشار نورآباد سبزوار در ۵۰ کیلومتری شمال شرق سبزوار و در ۵ کیلومتری جنوب شرقی روستای نورآباد از توابع شهرستان خوشاب قرار دارد. این آبشار در کنار کوه پیر واقع شده و ۶ متر ارتفاع دارد. آبشار نورآباد یک آبشار دائمی است و آب آن از رودخانه نورآباد تغذیه می شود. غار نورآباد نیز در داخل کوه پیر قرار دارد. آبشار و غار نورآباد از مسیر روستاهای زعفرانیه و چشمه سیر نیز قابل دسترس است.